# Slätsporig stubbhätta
Slätsporig stubbhätta (Mycenella salicina) är en svampart som först beskrevs av Josef Velenovský, och fick sitt nu gällande namn av Rolf Singer 1951. Enligt Catalogue of Life ingår Mycenella salicina i släktet Mycenella,  och familjen Tricholomataceae, men enligt Dyntaxa är tillhörigheten istället släktet Mycenella,  och familjen Physalacriaceae. Arten är reproducerande i Sverige. Inga underarter finns listade i Catalogue of Life.